# Yixing
Pour l'astronome, mathématicien, ingénieur et moine bouddhiste du VIIIe siècle, voir Yi Xing.
Yixing (宜兴 ; pinyin : Yíxīng) est une ville de la province du Jiangsu en Chine. C'est une ville-district placée sous la juridiction de la ville-préfecture de Wuxi. Elle fait partie du delta du fleuve Yangtze. Dotée d'une industrie moderne, bien développée, elle est surtout réputée pour ses théières Zisha, grâce à l’argile locale traditionnelle. Elle est également connue pour les nombreux chercheurs et scientifiques nés ici qui font d'elle la ville des professeurs.

## Historique
L’existence de cette ville date de 202 av. J.-C. Elle a été renommée en district de Yixing en 1912. Pendant la Grande famine entre 1958 et 1961, l'universitaire chinois Yang Jisheng indique que non seulement on mourait de faim, mais que des cas de cannibalisme furent rapportés.
Le 21 octobre 2014, Yixing a établi une relation officielle amicale avec Sanford, une ville de Caroline du Nord aux États-Unis.

## Démographie
Située sur la rive ouest du lac Tai, elle est presque au centre du triangle composé de Shanghai, Nanjing et Hangzhou, trois villes clés de la Chine.
Elle a une superficie totale de 1 996,6 km2, dont 66,3 km2 pour l’agglomération urbaine.
La population du district était de 2 082 352 habitants en 1999.

## Économie
Grâce à son excellent emplacement géographique, Yixing est une des 10 meilleures villes-districts de Chine. Elle possède une zone industrielle d'importance nationale ainsi que deux parcs industriels provinciaux pour le développement des sciences et technologies de protection de l’environnement.

### Argile de Yixing

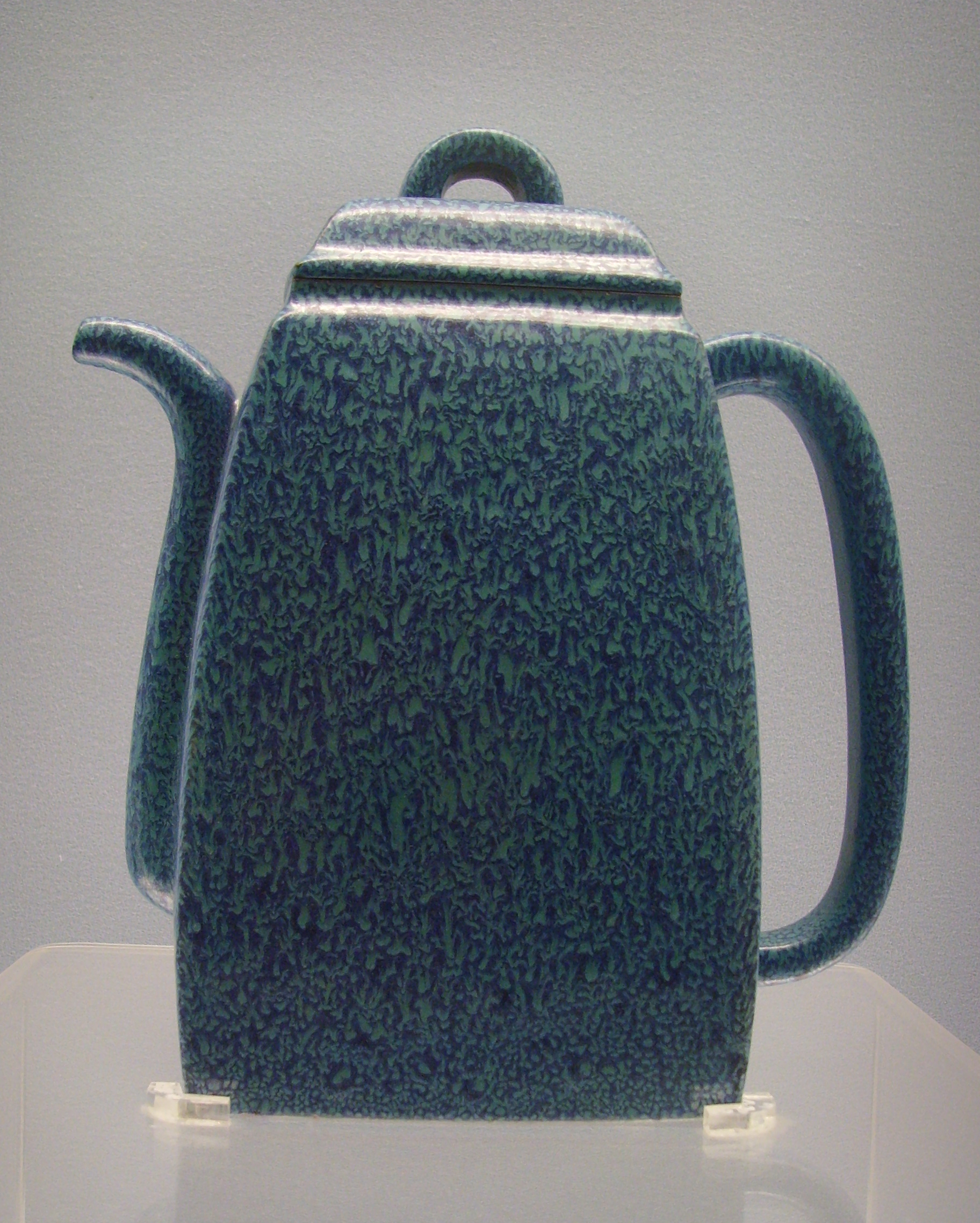
Théière de Yixing

L'argile de Yixing est prisée pour la fabrication des poteries, notamment les théières.Leur porosité et leurs caractéristiques permettent d'amplifier les arômes par culottage et de maintenir une chaleur constante pour infuser le thé (wulong/oolong et Pu er/Pu-erh).Les potiers de Yixing ont su s'adapter au fil des siècles à la demande des marchands étrangers, qu'ils viennent d'Asie (Thaïlande, Corée ou Japon) ou d'Europe (principalement de Hollande, Angleterre et France) et ce dès le XVIIe siècle et plus encore au XVIIIe siècle. Dans certains cas, ces artisans ont créé des formes et des modèles spécifiquement adaptés aux goûts de leurs clients. C'est ainsi qu'une production importante a été exportée à destination de l'Europe durant une bonne partie du XVIIIe siècle, au point de constituer un groupe ayant des caractéristiques spécifiques et dénommés « Yixing européens » ou encore « Yixing d'exportation pour le marché européen ».

## Tourisme
Yixing est une ville renommée pour ses paysages pittoresques, dans la zone du lac Tai, et on y produit traditionnellement des « pierres étranges », ou pierres du Taihu, ornements caractéristiques du jardin chinois. Elle est aussi appréciée comme une ville de jardins, agréable à vivre. On y rencontre de nombreux sites touristiques célèbres : la grotte de Shanjuan, la grotte de Zhanggong, la grotte de Linggu, la forêt de bambous, le parc national de la forêt de Longbeishan, le site sacré de Taozu, etc.
- Yixing Dongjiu Tower: gratte-ciel de 243 m

## Personnalités liées à la ville
- Ding Junhui (né en 1987), joueur professionnel de snooker.